# Élections législatives de 1902 en Guadeloupe
Les élections législatives de 1902 en Guadeloupe ont eu lieu les 27 avril dans le département de la Guadeloupe dans le cadre des élections législatives françaises de 1902, sous la IIIe République.

## Mode de scrutin
La Chambre des députés est composée de 589 sièges pourvus au Scrutin uninominal majoritaire à deux tours, avec au moins un député par arrondissement.
Le mode de scrutin suit la Loi organique du 30 novembre 1875 sur l'élection des députés.
Ainsi l'article 18 précise qu'il faut réunir pour être élu au premier tour :
- la majorité absolue des suffrages exprimés ;
- un nombre de suffrages égal au quart des électeurs inscrits.

Au deuxième tour la majorité relative suffit. En cas d'égalité c'est le plus âgé qui est élu.
Dans le département de la Guadeloupe, deux députés sont à élire.

## Élus
| Circonscription | Député sortant         | Parti ou Nuance | Parti ou Nuance | Groupe             | Député sortant              | Parti ou Nuance | Parti ou Nuance | Groupe                   |
| --------------- | ---------------------- | --------------- | --------------- | ------------------ | --------------------------- | --------------- | --------------- | ------------------------ |
| 1re             | Gaston Gerville-Réache |                 | Radical         | Union progressiste | Gaston Gerville-Réache      |                 | Radical         | Gauche radicale          |
| 2e              | Hégésippe Légitimus    |                 | POF             | Union socialiste   | Alfred Léon Gérault-Richard |                 | Soc ind         | Socialiste parlementaire |

## Résultats

### Première circonscription
- Elle regroupe la côte sous-le-vent et le sud de la Basse-Terre, avec les communes de Deshaies, Pointe-Noire, Bouillante, Vieux-Habitants, Baillif, Saint-Claude, Basse-Terre, Gourbeyre, Vieux-Fort, Trois-Rivières, Capesterre-Belle-Eau, Goyave.
- S'y ajoute les trois communes de Marie-Galante, Saint-Barthélémy, Saint-Martin et les deux communes des Saintes.

| Candidat       | Candidat                 | Parti          | Premier tour | Premier tour |
| Candidat       | Candidat                 | Parti          | Voix         | %            |
| -------------- | ------------------------ | -------------- | ------------ | ------------ |
|                | Gaston Gerville-Réache * | Rad            | 5 955        | 79,86        |
|                | Hégésippe Légitimus (*)  | Soc ind        | 1 499        | 20,10        |
|                |                          |                |              |              |
| Inscrits       | Inscrits                 | Inscrits       | 15 478       | 100,00       |
| Votants        | Votants                  | Votants        | 7 521        | 48,59        |
| Abstention     | Abstention               | Abstention     | 7 957        | 51,41        |
| Blancs et nuls | Blancs et nuls           | Blancs et nuls | 64           | 0,85         |
| Exprimés       | Exprimés                 | Exprimés       | 7 457        | 99,15        |

*sortant

### Deuxième circonscription
- Elle regroupe toute la Grande-Terre, plus le nord de la Basse-Terre, avec les communes de Baie-Mahault, Lamentin, Petit-Bourg et Sainte-Rose.
- S'y ajoute la commune insulaire de La Désirade.

- Le sortant, Hégésippe Légitimus (Soc ind), élu depuis 1898 se présente dans la première circonscription.

| Candidat       | Candidat                    | Parti          | Premier tour | Premier tour |
| Candidat       | Candidat                    | Parti          | Voix         | %            |
| -------------- | --------------------------- | -------------- | ------------ | ------------ |
|                | Alfred Léon Gérault-Richard | Soc ind        | 6 472        | 56,89        |
|                | Auguste Isaac               | Rad            | 4 770        | 41,93        |
|                |                             | A. Boniface    | 151          | 1,33         |
|                |                             |                |              |              |
| Inscrits       | Inscrits                    | Inscrits       | 24 754       | 100,00       |
| Votants        | Votants                     | Votants        | 11 428       | 46,17        |
| Abstention     | Abstention                  | Abstention     | 13 326       | 53,83        |
| Blancs et nuls | Blancs et nuls              | Blancs et nuls | 52           | 0,45         |
| Exprimés       | Exprimés                    | Exprimés       | 11 376       | 99,55        |